# Route nationale 160bis
La route nationale 160bis ou RN 160bis était une route nationale française reliant Chantonnay à Bressuire.
À la suite de la réforme de 1972, elle a été déclassée en RD 960bis.

## Ancien tracé de Chantonnay à Bressuire (D 960bis)
- Chantonnay (km 0)
- Saint-Prouant (km 11)
- Pouzauges (km 21)
- Saint-Mesmin (km 29)
- Cerizay (km 35)
- Cirières (km 39)
- Bressuire (km 46)